# 吐瀉物
吐瀉物（としゃぶつ）は、嘔吐および下痢によって体外に排出された消化管の内容物。嘔吐によって排出されたもののみを指して用いられることがあるが、「瀉」は一般的に下痢を表すことからこの用法は誤りであり、嘔吐によるもののみを指して用いる場合には嘔吐物（おうとぶつ）もしくは吐物（とぶつ）という語が用いられる。

## 概要
吐瀉物には胃液のほかに未消化の食物が含まれ、多くは黄色味を帯びている。胃に食物などがない場合は、胃液のみが吐き出されたり、水分のみが出てきたりし、この場合はそれぞれ黄色、黄緑色や白濁色などである。胆汁が混じった場合には茶色味を帯び、血液が混じった場合には褐色や黒色になる。日本では俗に、ゲロ、ゲー、ゲボなどと呼ぶ。多くは悪臭を伴って醜いことから他者の嘔吐を誘発することがあり、貰いゲロなどと呼ばれる。
なお、吐き出された内容物が胃やそれに近い消化器の内容物ではなく、血液が主体となっている場合（血反吐）は、吐血という。この場合、呼吸器からの出血である喀血とは区別される。
また、警察の隠語で自白、自供のことをゲロと呼ぶこともある。

## 派生語
小間物（こまもの）
吐瀉物のことを婉曲した語。吐瀉物は飲食したさまざまな種類の食物が混ざっていることから、小間物の扱う商品（日用品・化粧品など）は種類が多く、いろいろな商品が混じっているため、それになぞらえた。また、小間物屋が商品を広げて見せながら商売している姿に似ていることから、飲食したものを吐き出す行為を意味する俗語として用いられる。反吐を吐くこと、もしくは吐瀉物そのものを指す。
「小間物屋（こまものや）を開く」
慣用句として用いられる。「小間物屋を広げる」、「小間物店（こまものみせ）を広げる」ともいう。飲食したものを吐き出すこと、もしくは反吐を吐くことを指す。